# Иттен, Иоганнес
Иоганнес Иттен (нем. Johannes Itten; 11 ноября 1888[…], Ваксельдорн — 25 марта 1967[…], Цюрих) — швейцарский художник, теоретик нового искусства и педагог. Получил всемирную известность благодаря созданному им учебному пропедевтическому курсу Баухауса (Vorlehre), который лёг в основу преподавания во многих современных дизайнерских школах.

## Биография

### Иттен−педагог
Вдумчивый исследователь и чуткий к индивидуальности воспитатель, свои теоретические и педагогические взгляды и, что особенно ценно, саму систему подготовки художников И. Иттен изложил в своих знаменитых книгах о цвете и форме, изданных на многих языках. Его система призвана не подавлять личность, а помогать художнику выбрать свой путь, не теряя уверенности в своих силах. И. Иттен, вместе с другими создателями Баухауза, стремился преодолеть старый узкокорпоративный подход в обучении художников, развить у них мастерство свободного владения формой и цветом как основными, универсальными инструментами изобразительного творчества.
Исходя из того, что Баухауз был, прежде всего, учебным заведением, исследователь его истории так характеризует роль И. Иттена: «В период начального существования Баухауза наиболее значительной личностью был художник и преподаватель искусства Иоганн Иттен, с которым Гропиус познакомился при посредничестве своей первой жены Альмы Малер (впоследствии Верфель) в Вене, где у Иттена была Частная школа искусств. Прежде всего он был преподавателем <…>, а затем окончил курс, чтобы стать художником. Его учителем был Адольф Хёльцель из Штутгарта, который своей дидактикой в том, что касается искусства, и учением о композиции оказал влияние на Иттена. Несомненно, Иттен произвёл глубокое впечатление на Гропиуса, так что даже был удостоен приглашения в Национальный театр Веймара с выступлением на тему „Изучение старых мастеров“ по случаю торжественного открытия Баухауза 21 марта 1919 года. Первого июня Иттен принял участие в первом заседании Совета по мастерству, на котором была определена дата начала его курса — 1 октября 1919».
Иттен с 1918 г. разрабатывал и с 1919 г. преподавал в Баухаузе шестимесячный пропедевтический (предварительный, подготовительный) курс (Vorlehre). Основные идеи курса принадлежали В. Гропиусу, он и привлек Иттена, который сразу же вступил с основателем школы в полемику. Курс заключался в лабораторном «изучении формальных элементов» (Elementare Formlehre) и «штудии материала в мастерских». Его целью было «высвободить творческие силы учащихся, дать им почувствовать природу материала и ощутить общие закономерности формообразования». Объективно-формальный метод пропедевтического курса, по мнению Гропиуса, должен был обеспечить основу создания подлинно современного стиля «производственного искусства», свободного от академических предрассудков, подражаний и эклектики предшествовавшей эпохи. Иттен, напротив, считал: степень воздействия произведения искусства определяется не только выразительностью формы, но и тем состоянием, в котором художник его создавал. Увлечение Иттена раннехристианской и восточной этикой и философией привело его к убеждению, что влияние идеологии научно-технической цивилизации необходимо компенсировать развитием внутренних духовных качеств каждого ученика.
Эту идею Иттен стремился реализовать в учебной практике. Вокруг него сложилась группа близких ему по духу педагогов и студентов. Основой курса Иттен считал учение о контрастах, он давал студентам задания на выявление и визуализацию архетипических оппозиций типа большое — малое, непрерывное — прерывающееся, динамичное — статичное. При выполнении задания студент должен был освоить переход от «чувственного представления к мыслительной объективации», а затем к формообразующему синтезу. Главным в своих занятиях со студентами он считал развитие чувственного начала, моторики и творческой энергии. Цикл упражнений, разработанных Иттеном в 1921—1922 гг., начинался с дыхательной зарядки и тренировки движений: студенты выполняли круговые, зигзагообразные и волнообразные движения руками. Одно из заданий — рисование абстрактных композиций углем на больших листах бумаги — ученики выполняли с закрытыми глазами.
Вместе с другими создателями Баухауза Иттен стремился преодолеть узкокорпоративный подход в обучении художников, развить у них индивидуальные способности свободного владения формой и цветом как основными, универсальными инструментами творчества. Свои теоретические и педагогические взгляды Иттен изложил в знаменитых книгах о цвете и форме (1911—1913), изданных на многих языках. В 1923 г. Иттен покинул стены Баухауза, после этого Гропиус существенно изменил содержание вводного курса. С 1923 года его преподавал Йозеф Альберс, а затем венгерский художник Ласло Мохой-Надь.

### Семья
Дочь Иттена Марион вышла замуж за словацко-немецкого археолога Яна Лихардуса и сама стала известным археологом.
Иттен похоронен на кладбище Хёнгерберг в Цюрихе вместе со своей второй женой Аннелизой, урождённой Шлёссер (1913–2002), и одним из двух их сыновей, Клаусом Иттеном (1944–2023), который был профессором географии в Цюрихском университете.

## Форкурс

### Искусство цвета
В своей книге «Искусство цвета», используя иносказательность вед, И. Иттен так формулирует основную общую идею своего педагогического метода: «Получение знания из книг или от учителей подобно путешествию в повозке. …Но повозка может служить только на большой дороге. Тот, кто достиг конца её, сойдёт с повозки и отправится дальше пешком». Он провозглашает: «Если вы, не зная законов цвета, способны создавать шедевры, то ваш путь заключается в этом незнании. Но если вы, не зная этих законов, не способны создавать шедевры, то вам следует позаботиться о получении соответствующих знаний».
На примере как западных, так и восточных мастеров, начиная с древних, и кончая своими современниками и соратниками (Пауль Клее, Василий Кандинский, Вальтер Гропиус), И. Иттен предлагает к постижению различные принципы и подходы, которыми те руководствуются в своём творчестве. Опираясь на опыт предшественников, изучавших физическую природу света, химию пигментов и красителей, физиологический и психологический аспекты воздействия цвета: И. Ньютона, И. Гёте, Ф. О. Рунге, М. Шеврёля, Г. Гельмгольца, В. Бецольда, В. Оствальда, А. Хёльцеля и др., И. Иттен построил свою теорию, интегрировав в ней найденные ранее закономерности, опосредовав их понимание. Модернизировав инструмент цветового круга — расширил представление о функциях дополнительных цветов и цветовых контрастов. Его лекции воспринимаются как увлекательное путешествие в таинственный мир: здесь кипят страсти, идёт борьба за первенство, чередуются торжество и грусть, мечтательность и душевный подъём…
Весь курс И. Иттена («пропедевтический») призван освободить сознание будущего художника от пут всего не имеющего отношения к чистой регуляции индивидуальной гаммы (как следствия и части психофизиологического восприятия феномена цвета) и композиционных предпочтений (как частного фактора гештальтпсихологии), согласуемых с объективными законами гармонии, то есть привнесению в произведение содержательности через цвет и форму, а не через нарративность, повествование. Последнее подразумевает то, что цвет и форма сами по себе избыточно информативны, чтобы обходиться без заимствований вспомогательных средств в других «языках» самовыражения. Причём его эвристический метод способствует не только выявлению индивидуальной гаммы — это первый этап, но и в немалой степени благодаря ей — правильному выбору предмета интересов, верному использованию способностей в единственной, максимально соответствующей сумме всех качеств индивидуума, области.
Школа Баухауз подразумевает пребывание художника в согласии с обществом, создание гармоничной «среды обитания», а не анархическое противостояние его индивидуальности потребностям человека в красоте. Система И. Иттена, придававшего первостепенное значение постижению законов цвета, находилась в созвучии с таким ви́деньем задач творчества; а тем, кто не уделяет должного внимания колористической культуре, он напоминает: «У людей, чувствительных к цвету, несимпатичные им цвета могут спровоцировать даже психическое расстройство… Разве общее хорошее самочувствие не является более важной целью, чем эстетическое единство?».
Так в самом кратком виде можно характеризовать мировоззрение этого художника и педагога. В последних словах части своего курса, посвящённой изучению искусства цвета, он критически постулирует один из основных принципов концепции, в большей степени обращаясь к зрителю, нежели к художнику: «Для тех, кто в картинах Пьеро делла Франчески, Рембрандта, Брейгеля, Сезанна и многих других мастеров видит лишь их материальную предметность и их символическое содержание, навсегда будут закрыты двери в мир художественной силы и красоты».

### Форма и цвет
И. Иттен утверждает, что слово и звук, форма и её цвет — суть носители трансцендентальной сущности, смутно нами подозреваемой; так же как звук, окрашивая слово, заставляет его сиять — цвет словно наделяет форму душой. Форма обладает своей «этико-эстетической» выразительной ценностью.
Педагог через сопоставление восточных и западных эстетических тенденций и особенностей развития изобразительного искусства, через их достоинства, предоставляет ученику чрезвычайно разнообразные средства самовыражения: «То, что говорилось о субъективном отношении к цвету, применимо и к форме. Каждому человеку в соответствии с его конституцией присуще предпочтение определённых форм… В древнем Китае восхищались образцами каллиграфии, имевшими субъективно оригинальный характер. Но больше всего ценили те, в которых оригинальность и гармония были уравновешены… Интерес к „оригинальности и индивидуальности стиля“ уступил место поиску абсолюта и решению каждой темы на основе лапидарных (не следует путать это понятие с лаконичностью) средств выразительности. Рисунок у Лян Кая настолько различен, что нужны большие усилия, чтобы определить его авторство. Субъективный характер формы преодолевался им во имя высшей объективной убедительности. В искусстве формы имеется множество объективно обусловленных возможностей. Они открываются и в построении пространства, и в распределении акцентов, и в свободном выборе форм и поверхностей с их колоритом и текстурой. — В европейской живописи к объективности в цвете и форме стремился Матиас Грюневальд. В то время как Конрад Виц и Эль Греко были чрезвычайно объективны, прежде всего, в колорите, но предельно субъективны в передаче форм. Жорж де ла Тур субъективно работал и с цветом, и с формой, так же как и Ван Гог, предпочитавший образную и цветовую субъективность».
В живописном произведении выразительные свойства цвета и формы имеют согласованное воздействие.
Трем основным, первичным цветам: красному, жёлтому и синему, в пределе соответствуют три основных, первичных формы: квадрат, треугольник и круг.

### Соответствия
Квадрат — красный
Квадрат — символ материи, тяжести и строгого ограничения; — соответствует египетскому иероглифу «поле»; статичность — основное качество этой фигуры, что сказывается напряжением при попытке выразить движение. Все формы, в которых доминируют горизонтали и вертикали ассоциируются с квадратом: крест (в максимальной степени — свастика), линейный прямоугольный меандр, прямоугольники и т. д. В древнем Китае храмы планировались по принципу четырёхугольника. Квадрату соответствует непрозрачный цвет материи, тяжести — красный.
Треугольник — светло-жёлтый
Треугольник — символизирует мысль, выражает активность, излучает свет во все стороны; формы, строящиеся на диагоналях — ромбы, трапеции, зигзаги и их производные, дающие динамику и даже агрессивность; невесомости этой фигуры соответствует светло-жёлтый.
Круг — прозрачно-синий
Круг — символ погружённого в себя духа, духа вечного движения; геометрическое место точки, движущейся на постоянном расстоянии от определённого средочия; — вызывает ощущение отдыха, ослабления напряжения и постоянного ровного движения — в противоположность напряжению, сообщаемому квадратом. Астрологический символ солнца — круг с точкой в центре. Все формы извилистого характера, эллипс, овал, дуги, параболы восходят к кругу; непрерывному движению круга соответствует прозрачно-синий.
Пытаясь найти формы для цветов второго порядка, получим соответствие:
Оранжевый — трапеция,
Зелёный — сферический треугольник (треугольник Рёло),
Фиолетовый — эллипс.
Настоящая парадигма, подобно теории первоэлементов натурфилософского миропонимания, лежит в основе тех выразительных средств, к которым обращается художник, живописец — это, вслед за представлением о системе дополнительных цветов, о цветовом соответствии, которое поверяется смешением, дающим нейтральные серые, позволяет ему реализовать в работе требуемые настроения, избирать акценты воздействия и характеристики образной составляющей организуемого пространства. Следующий этап подразумевает включение в инструментарий средств, регулирующих более сложные и более тонкие нюансы выразительности — систему контрастов.

### Семь контрастов
- Контраст цветовых сопоставлений

Этот контраст наиболее прост — он наглядно выражен во взаимодействии предельной насыщенности чистых цветов. Как белый и чёрный являют самый сильный контраст светлого и тёмного, так и первичные цвета, жёлтый, синий и красный, наделены свойством наиболее сильного цветового контраста, создающего впечатление простоты, силы и решительности. Интенсивность цветового контраста ослабевает от первичных — к цветам третьего порядка. При изоляции посредством крайних ахроматических (чёрного и белого) — индивидуальный характер разделённых цветов приобретает большую выразительность, но ослабевает их взаимовлияние.
- Контраст светлого и тёмного

Между белым и чёрным расположены области серых тонов и весь ряд хроматического цвета. Нейтральный серый — лишён характера, он легко изменяется под воздействием контрастирующих тонов и цветов. Серый цвет нем, но он активизируется и даёт великолепные тона — любой цвет мгновенно выводит его из ахроматического тона в цветовой ряд, наделяя его оттенком, являющимся дополнительным к себе. Эти метаморфозы зрительно субъективны — в цветовом тоне не происходит изменений. Как и любой цвет, серый пребывает в зависимости от соседствующих, но для него, в большинстве случаев, это — «служебное» качество. Как нейтральный посредник он примиряет яркие противоположности и, поглощая их силу подобно вампиру, обретает собственную жизнь. На этом основании Делакруа отвергал серый цвет. Углублённое понимание контраста светлого и тёмного требует цикла упражнений, развивающих чувствительность к цветовым оттенкам, которые выражаются в построении шкал сопоставления, позволяющих воспитать видение и ощущение светло-тёмных градаций и их контрастов.
- Контраст холодного и тёплого

Опыты демонстрируют разницу в 3-4 градуса в субъективном ощущении тепла в мастерских, окрашенных в «холодные» и «тёплые» цвета. Эксперименты показывают, что цвет также влияет на импульс кровообращения. Жёлтый и фиолетовый образуют самый сильный контраст света и темноты. На цветовом круге под прямым углом к оси этих цветов расположены красно-оранжевый и сине-зелёный — полюса холода и тепла, но такая характеристика теряет однозначность по отношению к промежуточным, которые воспринимаются в соответствии с ней только через отношение с более холодными или тёплыми. Иттен предлагает такое сопоставление:
- - холодный — тёплый
  - теневой — солнечный
  - прозрачный — непрозрачный
  - успокаивающий — возбуждающий
  - жидкий — густой
  - воздушный — земной
  - далёкий — близкий
  - лёгкий — тяжёлый
  - влажный — сухой

Эти различия проявления контраста холода и тепла говорят о его огромных выразительных возможностях, позволяющих добиться большой живописности и особой музыкальности общего состояния произведения. Удалённые предметы, благодаря воздушному слою, всегда воспринимаются как более холодные. Использование этого эффекта — важнейшее изобразительное средство в передаче перспективы и пластических ощущений. Контраст холодного и тёплого — самый «звучащий» из всех контрастов. Грюневальд обращался к этому контрасту, когда хотел выразить ощущение божественного начала.
- Контраст дополнительных цветов

Два открытых цвета именуются дополнительными, когда смешение их даёт нейтральный серо-чёрный. В физике дополнительными называют два хроматических света, дающих белый.
Это странная пара: они противоположны, но нуждаются друг в друге. Соседствуя, они возбуждают друг друга до крайней яркости и взаимоистребляются при смешении, как огонь и вода. У каждого цвета имеется только один дополнительный.
- - жёлтый — фиолетовый
  - жёлто-оранжевый — сине-фиолетовый
  - оранжевый — синий
  - красно-оранжевый — сине-зелёный
  - красный — зелёный
  - красно-фиолетовый — жёлто-зелёный

Во всех парах дополнительных цветов всегда присутствуют все три основных цвета: жёлтый, красный, синий. Как смесь трёх первичных, так и смесь двух дополнительных — даёт серый. В главе «Физика цвета» показано, что, исключая один цвет из спектра, и смешивая все остальные — получаем его дополнительный. Физиология цветовосприятия показывает, что как и явление остаточного изображения, так и симультанный контраст иллюстрируют удивительный факт появления в глазах при восприятии того или иного цвета одновременно и другого, уравновешивающего его дополнительного цвета, а при его реальном отсутствии он спонтанно генерируется в нашем сознании. Закон дополнительных цветов является основой гармонии композиции, потому что его соблюдение даёт в зрительном восприятии равновесие.
Пары дополнительных цветов обладают и другими особенностями: жёлтый — фиолетовый дают сильный контраст светлого и тёмного, красно-оранжевый — сине-зелёный — чрезвычайно сильный контраст холодного и тёплого. Два дополнительных цвета дают очень красивые серые тона. Содержательного по цвету серого тона добивались старые мастера, используя лессировку — дополнительным или приём близкий к дивизионизму.
- Симультанный контраст

Как уже было отмечено, симультанные цвета являются порождением субъективного восприятия. Симультанный и последовательный контраст, вероятно, имеют одно происхождение. Этот контраст, возникающий только благодаря нашему зрению, вызывает ощущение живой вибрации из-за непрерывно меняющейся интенсивности восприятия цвета. Он имеет место не только при сочетании серого и хроматического, но и при взаимодействии двух чистых цветов, не являющихся строго дополнительными. В последнем случае наблюдается эффект, выражающийся стремлением каждого из цветов придать другому качества своего дополнительного, притом оба они до какой-то степени утрачивают присущий им характер и приобретают новые оттенки, они приходят к максимальной динамической активности, вибрируя и словно «качаясь» между своей реальной областью и мнимой. Утрачивается материальность цвета, и слова о том, что «сущность цвета не всегда идентична его воздействию», в данном случае более чем уместны.
И. Гёте говорит: «Лишь симультанный контраст делает цвет пригодным для его эстетического использования».
Но существует много цветовых задач, для решения которых симультанные контрасты нежелательны. Примером может служить произошедшее с продукцией одной ткацкой фабрики, которая изготавливала ткань для галстуков. Случилось так, что чёрная полоса на красном фоне покупателями была воспринята как зелёная — это, в свою очередь, создавало ощущение неприятной вибрации, результатом иллюзии стали убытки из-за неприменимости нескольких сот метров галстучного шёлка. Для нейтрализации этого эффекта достаточно было использовать вместо сине-чёрной пряжи чёрно-коричневую.
Симультанные проявления чистых цветов возникают и в тех случаях, когда вместо дополнительных в двенадцатичастном круге берутся те, что находятся рядом с ним. В этом случае коррелировать будут, например, не жёлтый с фиолетовым, а жёлтый с сине-фиолетовым или красно-фиолетовым — жёлтый всегда будет провоцировать отклонение и того и другого в сторону своего дополнительного фиолетового, а красно-фиолетовый будет вызывать в жёлтом отклонение в сторону жёлто-зелёного, сине-фиолетовый — жёлто-оранжевого, что и стимулирует симультанные вибрации. Композиция, построенная на сочетании жёлтого и красного цвета на синем, гармонически уравновешена, но замена синего сине-зелёным приведёт к симультанной игре, потому что перемена эта приведёт к возбуждению красного и жёлтого, и они будут восприниматься иначе, чем на синем. Для усиления симультанного контраста дополнительно используется контраст насыщения.
- Контраст цветового насыщения

«Качество цвета» подразумевает его чистоту и насыщенность. В самом понятии «контраст насыщения» обозначено противопоставление цветов ярких, насыщенных и блёклых, затемнённых. Спектральные цвета преломления света призмой — цвета максимального насыщения, максимальной яркости.
Пигментные цвета также предоставляют нам примеры максимальной насыщенности. Как только чистые цвета затемняются или осветляются, они теряют свою яркость.
Существует четыре способа осветления и затемнения цветов, причём их реакция на эти средства различна. Чистый цвет можно смешать с белым, что придаёт ему свойства более холодного. При смешении с белым карминно-красный приобретает синеватый оттенок, что сказывается и на его характере. Аналогичные перемены происходят с жёлтым, становящимся также немного более холодным. Синий цвет практически не претерпевает изменений. Фиолетовый же, напротив, чрезвычайно чувствителен к примеси белого, и в случае, когда насыщенный тёмно-фиолетовый цвет выражает собой некую угрозу, примесь белого осветляет его, превращая в лиловый, производящий приятное впечатление и спокойно-весёлое настроение.
Чистый цвет в смешении с чёрным испытывает следующие преобразования: жёлтый — утрачивает свою лучистую светлоту и яркость, что сообщает ему подобие болезненности и коварной ядовитости, мгновенно сказывающуюся на степени его яркости. Картина Жерико «Умалишённый», написанная в чёрно-жёлтых тонах, производит потрясающее впечатление душевного расстройства. Чёрный цвет усиливает свойственную фиолетовому мрачность и, обращая её в безвольность, уводит в темноту. С добавлением чёрного к ярко-красному кармину, последний приобретает звучание, приближающее его к фиолетовому, — к красной киновари, обращает её в подобие жжёного, красно-коричневого вещества. Синий — чёрным затмевается, яркость его даже при незначительной примеси быстро теряется. Зелёный цвет способен дать гораздо больше модуляций, по сравнению с фиолетовым и синим, и допускает больший диапазон своих изменений. Чёрный, отнимая светлоту, и отдаляя от света, постепенно «убивает» цвета.
Смесь чёрного и белого, то есть серого, также ослабляет насыщенность цвета. Как только в насыщенный цвет добавляется серый, преобразование ведёт к получению разной степени светлых тонов, склонных к блёклости в сравнении с первоначальным. Включение серого служит нейтрализации цветов, становящихся «слепыми».
Чистый цвет можно изменить, добавляя его дополнительные. Фиолетовый с включением жёлтого изменяется в промежутке от светло-жёлтого до тёмно-фиолетового. Зелёный и красный не испытывают больших изменений тональности, но смешение обращает их в серо-чёрные. Осветление белым дополнительных цветов выражается исключительно сложными тонами.
Участие в смеси всех трёх компонентов первого порядка (красный, жёлтый, синий) даёт пассивный, невыразительный цвет. Пропорция сказывается лишь в его тяготении к блёклым, сероватым оттенкам первичных или к чёрным. Эта триада таит в себе практически весь «ассортимент» приглушённых и блёклых цветов. Такой же результат следует ожидать, когда имеешь дело с цветами второго порядка (оранжевый, зелёный, фиолетовый), как, впрочем, и с любой комбинацией, включающей три первых основных цвета.
На иллюзорность контраста «блёклый—яркий» сказывается следующее: цвет «становится» интенсивным, оказавшись рядом с менее ярким,— «никнет», соприкасаясь с превосходящим его по насыщенности. Белёсые тона, в особенности — серые, «воспрянут», когда рядом с ними расположены яркие цвета: нейтральные серые, чередуясь с яркими той же осветлённости, «оживают», а степень насыщения вторых ослабевает.
- Контраст цветового распространения

Действие его находится в зависимости от пропорций, и здесь важнее всего уяснить их роль в равновесности композиции, когда ни один из цветов не доминирует. Безусловно, в яркости и пропорции цветов кроется сила их влияния, а чтобы удостовериться в степени такового, следует сопоставить эти цвета на нейтральном во всех отношениях сером фоне. Это выявит качественное различие их светлоты и интенсивности.
С этой целью И. Гёте установлены простые числовые выражения. Они приблизительны, но и соответствие красок одного наименования из различных источников заставляет в большей степени полагаться на чувствительность зрения, да и подчинение живописи абсолюту числа также нецелесообразно.
Световая насыщенность цветов по И. Гёте выражается следующим:
- - жёлтый: 9
  - оранжевый: 8
  - красный: 6
  - фиолетовый: 3
  - синий: 4
  - зелёный: 6

Отношения светлоты дополнительных цветов:
- - жёлтый : фиолетовый = 9:3 = 3 : 1 = 3/4 : 1/4
  - оранжевый : синий = 8:4 = 2 : 1 = 2/3 : 1/3
  - красный : зелёный = 6:6 = 1 : 1 = 1/2 : 1/2

Исходя из этих данных можно приводить в равновесие пропорции участвующих в композиции цветов, причём размеры занимаемого ими пространства находятся в обратнопропорциональной зависимости
от найденных соотношений: жёлтому отводится лишь треть занимаемого фиолетовым.
Общие гармоничные пропорции таковы:
- - жёлтый: 3
  - оранжевый: 4
  - красный: 6
  - фиолетовый: 9
  - синий: 8
  - зелёный: 6

или:
- - жёлтый : оранжевый = 3 : 4
  - жёлтый : красный = 3 : 6
  - жёлтый : фиолетовый = 3 : 9
  - жёлтый : синий = 3 : 8
  - жёлтый : красный : синий = 3 : 6 : 8
  - оранжевый : фиолетовый : зелёный = 4 : 9 : 6

По аналогии с настоящими «уравнениями» уясняются требуемые пропорции для всех остальных цветов.
«Предмет наших интересов», пребывающий в согласии с настоящим принципом, будь то живописная плоскость, — среда или объект, формированием колористических особенностей которых мы озадачены — они приобретут качества спокойствия и устойчивости (объёмные характеристики, впрочем, требуют некоторых индивидуальных поправок). Всякое отклонение, естественно, выразится тем или иным акцентом.
Итак, контраст цветового распространения подчинён гармонии этого равновесия. Однако правило это распространяется только на цвета максимальной яркости, изменение которой повлечёт изменение пропорций — факторы яркости и размеров, в данном случае, находятся в теснейшей зависимости.
В цикл подготовки к акту творчества и непосредственно в процесс самой работы над произведением педагог включил элементы восточной «гимнософистской» практики, подразумевая этим гармонию психофизического состояния художника. Эта хорошо продуманная система «настройки» художника на творческий акт сочеталась с прослушиванием музыкальных произведений.
Его школа — в полной мере коллективный творческий процесс, подразумевающий такое взаимодействие учителя и ученика, когда первый много черпает от чистого дерзновения начинающего художника, чья воля не обременена «стандартными» методами профессионализма, но также и не обладающего, вместе с таковыми, достаточными знаниями и опытом; преподаватель, благодаря такому интересному и взаимно полезному общению, развивает, и обогащают вместе с учеником теоретическую базу вообще, и тем самым, помимо схоластических — предоставляет ему новые, более совершенные средства реализации дарования, найденные и в их совместных экспериментах. Данный принцип лежит в основе истинной педагогики — docento discimuc (лат. — уча, учимся)
Мало того, вся система Иоганнеса Иттена построена на положениях майевтики: она не предоставляет строгой готовой методики, а рядом координирующих упражнений способствует воспитанию качеств вдумчивого, наблюдательного исследователя, руководствующегося их общей направленностью, и самостоятельно находящего решение проблем, которыми озадачивать себя он также учится сам.

#### Индивидуальная гамма
Возвращаясь к теме весьма существенной в пограничном вопросе имманентного цветовосприятия и «беспристрастной» констатации объективных характеристик, которые могут быть выражены, скажем, показаниями приборов, следует заострить внимание на том, что И. Иттен выявил её, этой уникальной, как отпечатки пальцев, черты каждого индивидуума, первостепенную роль в самосознании не только художника, но и личности вообще.
Опыт позволил И. Иттену на основе многолетних наблюдений прийти к заключению, что эта персональная особенность, выраженная субъективными колористическими предпочтениям в сочетании с индивидуальными «симпатиями» в категории формы, позволяет предполагать возможность выявить и общую психологическую предрасположенность, и, в виде следствия того — даже обладать возможностью прогнозировать предпочтительность в выборе профессий. Он идёт дальше, указывая на взаимосвязь настоящего феномена с физическими свойствами человека.
Исследователь приводит несколько примеров, иллюстрирующих эту гипотетическую зависимость.
- «Светловолосые, голубоглазые ученицы с розовой кожей лица, как правило работают с чистыми цветами и часто большим количеством ясно различимых тонов. — Основным контрастом для них является цветовой контраст. В зависимости от жизненной силы людей этого типа цветовая гамма их произведений может быть более бледной и более яркой».
- «Люди с чёрными волосами, с тёмной кожей и тёмно-карими глазами представляют другой тип. Главная роль во всех сочетаниях отводится ими чёрному цвету, а чистые цвета даются в сопровождении чёрного. В тёмных тонах шумит и клокочет цветовая сила».
- «Ученица с рыжими волосами и розовой кожей предпочитала работать весьма интенсивными цветами. Её субъективными цветами были жёлтый, красный и синий в их контрастном звучании. В соответствии с этим я дал ей задание написать букет цветов, что её очень обрадовало. Я посоветовал ей ограничиться пока темами, совпадающими по своему настрою с её субъективными цветовыми предпочтениями, потому что именно эти цвета могли быть прочувствованы и пережиты ею в полную меру. Это интенсивное переживание является решающей предпосылкой для творческой работы».

В контексте настоящих наблюдений учителя любопытны эпизоды из его практики, описанные в оригинальном издании книги «Искусство цвета». Однажды он был поставлен в тупик отсутствием возможности детерминировать субъективную гамму ученицы, точнее, предположения И. Иттена вступали в противоречие с имевшими место фактами. В первый день занятий по теме девушка в своей работе отдавала предпочтение пятнам серого, синего и красного цветов, на следующее утро в её гамме преобладали оранжевый, чёрный и пурпурный, причём работы её отвечали всем требованиям гармонии. Происхождение парадокса такого «эклектичного» восприятия цвета И. Иттен видит в том, что предками девушки были русские, греки и монголы, то есть на вычурности её цветовосприятия так ярко сказались сообщаемые её природе, характеру, наконец — темпераменту, генетические черты разных этносов. Во втором случае И. Иттену пришлось столкнуться с ситуацией, когда в деструктивном изменении индивидуальной гаммы, первоначально вполне гармоничной, нашло отражение общее состояние личности, проявившееся в названном факте задолго до заболевания.
В сочетании с другими педагогическими приёмами, которые также связаны с изобразительным искусством, И. Иттен рекомендует воспитателю, руководствуясь наблюдаемыми закономерностями, использовать их для выявления в подопечном его уникальных качеств, чтобы «дать каждому ребёнку органически развить свою индивидуальность». Далее он говорит: «Учитель должен помогать только лишь слегка, очень естественно, но постоянно и с любовью. Подобно тому, как садовник создаёт наилучшие условия для своих растений, так и преподаватель должен создать для ребёнка благоприятные условия для его духовного и физического развития. А расти он будет согласно собственным, свойственным ему идеям и силам».

#### Умение видеть
Говоря о способностях к пониманию проблем цвета художником, И. Иттен отмечает три основных наблюдаемых тенденции.
К первой группе относятся «эпигоны», не обладающие самостоятельным мировоззрением по этой части, и довольствующиеся решениями, найденными их учителями или другими мастерами, без полноценного осознания принципов, используемых теми.
Вторая категория — тип «оригиналов», которые в своих колористических пристрастиях руководствуются исключительно тем, что им подсказывает их собственный вкус; причём, вне зависимости от изображаемого, содержания произведения, они применяют одну-единственную модель цветовых отношений. Субъективизм их «шаблона» лишён универсальности в понимании темы и образа.
Демонстрируемое третьими художниками, «универсалами», уже даёт понять, что они создают свои произведения, опираясь на объективные закономерности, найденные в процессе постижения сложной жизни цвета: колористическую организацию в их композициях отличает творческая самостоятельность и внутренняя связь с темой, выразительной задачей, нюансами настроений.
Эти художники, будучи исследователями, весьма немногочисленны, поскольку помимо своего индивидуального цветовосприятия, они должны ещё и обладать способностью во всей полноте воспринимать гармонические сочетания и пропорции, предоставляемые цветовым кругом, что, как показывает опыт, случается редко. Такой мастер должен иметь богатый арсенал знаний и собственную концепцию — самобытность отношения к искусству и жизни.

## В культуре
В 2018 году вышел немецкий документальный фильм «Johannes Itten — Bauhaus-Pionier».